# جاده ئی۶۰ اروپا
جاده ئی۶۰ اروپا (به انگلیسی: European route E60) یکی از جاده‌های اصلی قاره اروپا است.
این جاده که از شهر برست (فرانسه) شروع شده، در شهر ایرکشتام (قرقیزستان) به پایان میرسد و مسافت آن ۸۲۰۰ کیلومتر است.